# Brownimecia clavata
Brownimecia clavata (лат.) — ископаемый вид муравьёв рода Brownimecia из подсемейства Brownimeciinae, одного из самых древних и примитивных среди всех групп семейства Formicidae.

## Описание
Длина около 3—4 мм. В усиках 12 члеников, последние два увеличенные. Жвалы серповидные, стебелёк состоит из 1 членика-петиоля. Найдены в янтаре Нью-Джерси (США). Возраст находки около 92 млн лет (меловой период, поздний мел, туронский ярус). В 2003 году вид и род были выделены английским мирмекологом Болтоном в отдельное подсемейство Brownimeciinae Bolton, 2003. Род был назван в честь видного американского мирмеколога Уильяма Брауна (англ. William L. Brown Jr.), умершего в том же 1997 году, когда был описан новый вид и спустя несколько дней после рецензирования им рукописи статьи с первоописанием.
В 2024 году в составе рода Brownimecia был описан второй вид †Brownimecia inconspicua Sosiak et al., 2024.